# Соловая, Феодосия Михайловна
Феодосия Михайловна Соловая, в постриге Параскева, встречается вариант Пелагея (ум. 1621) — вторая жена царевича Ивана, невестка Ивана Грозного.

## Биография
Дочь рядового сына боярского Михаила Тимофеевича Петрова, рязанца, происходившего из рода мурзы Батура, вышедшего из Большой Орды к Вел. кн. Фёдору Ольговичу Рязанскому (позже фамилия Петрово-Соловово).
В 1574 году вышла замуж за царевича Ивана. 29 июля 1574 г. (возможно, в связи со свадьбой дочери) Петров-Соловой получил крупные поместья в Шелонской пятине, в 1575 г. — поместья опального В. И. Умного. В 1577 г. его делают окольничьим.
В 1579 году пострижена на Белоозере в монахини за бездетность (скорее всего после 12 ноября 1579 г. — последнее упоминание её отца в источниках). Позже, как указывают, присоединилась к первой жене Ивана Евдокие Сабуровой в суздальском Покровском монастыре.
Также жила в Горицком монастыре. После неё царевич женился на Елене Шереметевой. Под конец жизни положение ссыльной царевны Прасковьи несколько улучшилось. После смерти Бориса Годунова в 1605 году она была переведена в Московский Вознесенский монастырь, в котором и умерла в 1622 году.
Новый летописец о её смерти сообщает:

О преставлении царицы Прасковьи. В то же время преставилась царица Прасковья Михайловна [жена] царевича Ивана Ивановича же, а была пострижена на Белоозере, в Девичьем монастыре, а из Девичьего монастыря переведена была во Владимир в Девичий монастырь, а из Владимира переведена была в Москву, и была в Ивановском монастыре, тут и преставилась. А погребена в Вознесенском монастыре с царицами вместе, а постриг её царь Иван Васильевич при [жизни] царевича. Дочь была каширянина Михаила Солового.

Панова Т.Д. указывает, что в Вознесенском монастыре (позже - перенесено в Архангельский собор) её погребение среди безымянных.

### Дело Шуйских
Уже находясь в монастыре, оказалась втянутой в новые неприятности. «В 1587 году в Москве был раскрыт заговор князей Шуйских, который ставил своей целью развод царя Федора Ивановича с его женой Ириной Годуновой. Причиной этого являлось бесплодие царицы. Во главе заговора стояли прославленные герои обороны Пскова от войск Стефана Батория, бояре и воеводы Иван Петрович и Андрей Иванович Шуйские. Заговор был раскрыт Борисом Годуновым, который расправился со своими противниками. Иван Петрович был отправлен в ссылку в своё родовое село Лопатницы (около Суздаля), а Андрей Иванович в село Воскресенскую слободку. Путь в Лопатницы лежал через Суздаль. Иван Петрович Шуйский заехал в Покровский монастырь и повидался с молодой ссыльной царевной Прасковьей Соловой. Он пригласил её и игуменью погостить у него в Лопатницах. Прасковья и игуменья Леонида согласились навестить его, не предвидя последствий этого визита. О поездке тут же узнали в Москве. Надо думать, что главным доносчиком явилась соперница Прасковьи — Евдокия Сабурова. В 1587 году 25 марта была срочно прислана грамота от царя Федора о производстве розыска, в результате которого Иван Петрович Шуйский был схвачен и отвезен из Лопатниц на Белое озеро, где был заперт в дом, обложенный сеном, и подожжен. Андрей Шуйский был сослан в Каргополь, где и умер. Но был погребен в Суздальском соборе. На его гроб Димитрий Иванович положил в 1593 году покров, который хранится в Суздальском музее».